# Boignée
Boignée is een dorp in de Belgische provincie Namen, behorende bij de gemeente Sombreffe. Tot 1 januari 1977 was het een zelfstandige gemeente. In het dorp zijn de "Archieven van Boignée" te bekijken. Deze bevat meer dan 2.000 oude foto's, honderden recente foto's, oude teksten, kaarten, gravures en dergelijke.

## Demografische ontwikkeling
- Bronnen:NIS, Opm:1831 tot en met 1970=volkstellingen, 1976= inwonersaantal op 31 december

## Geboren in Boignée
- Marcel Hocq (1933), kunstschilder en fotograaf

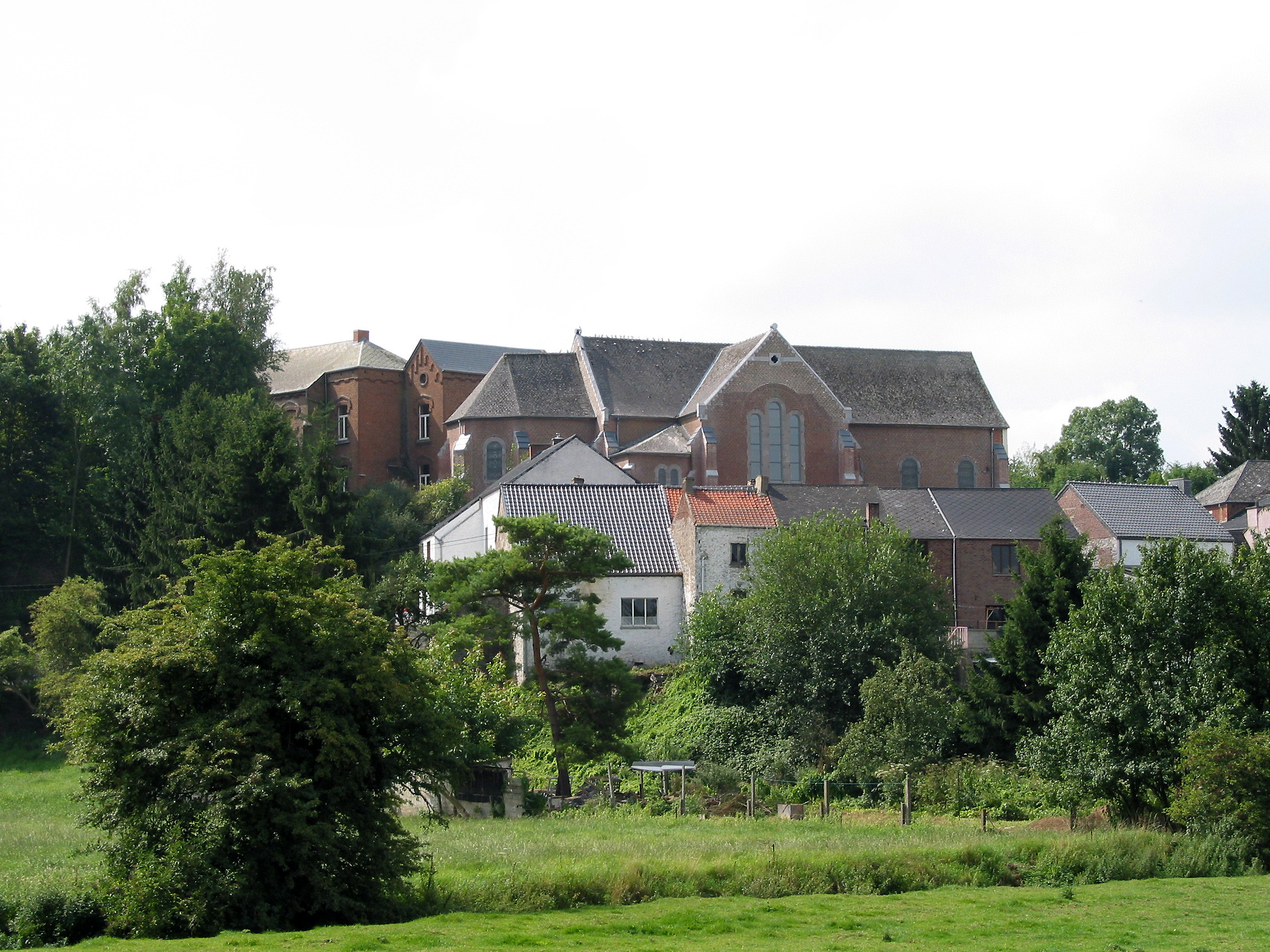
Boignée